# L'Auberge du Cheval-Blanc (film, 1960)
Pour plus de détails, voir Fiche technique et Distribution.
L'Auberge du Cheval-Blanc (titre original : Im weiben Rössl) est un film austro-ouest-allemand de Werner Jacobs sorti en 1960.

## Synopsis
Leopold, un maître d'hôtel, est amoureux de Josepha, tenancière du Weißen Rössl. Alors qu'il la demande en mariage, celle-ci refuse. Pour pouvoir la courtiser, Leopold décide de s'installer au Weißen Rössl comme invité des lieux mais aperçoit vite que rien ne fonctionne plus sans lui...

## Fiche technique
- Titre original : Im weiben Rössl
- Réalisation : Werner Jacobs
- Scénario : Helmuth M. Backhaus et Janne Furch d'après la pièce d'Erik Charell
- Directeur de la photographie : Heinz Schnackertz
- Montage : Arn Heyne
- Costumes : Gerdago
- Décors : Willi Schatz (non crédité)
- Production : Dr. Herbert Gruber et Günther Stapenhorst
- Genre : Comédie musicale, romantique
- Pays :  Autriche,  Allemagne de l'Ouest
- Durée : 103 minutes
- Date de sortie :
  -  Allemagne de l'Ouest : 20 décembre 1960
  -  France : 1961

## Distribution
- Peter Alexander (VF : Jean-Claude Michel) : Leopold Brandmeyer
- Waltraut Haas (VF : Claire Guibert) : Josepha Vogelhuber
- Karin Dor : Brigitte Giesecke
- Adrian Hoven (VF : Roger Rudel) : Dr (Maître en VF) Erwin Siedler, l'avocat
- Estella Blain : Klärchen Hinzelmann
- Gunther Philipp (VF : Michel Roux) : Sigismund (Célestin en VF) Sülzlheimer
- Werner Finck (VF : Maurice Porterat) : le Pr Hinzelmann
- Erik Jelde (VF : Jean-Marie Amato) : Wilhem (William en VF) Giesecke
- Frithjof Vierock : Piccolo Fanzi
- Hugo Lindinger : Bürgermeister
- Ruth Winter (VF : Jane Val) : Mirzi
- Raoul Retzer (VF : Jean-Henri Chambois) : le chef des pompiers
- Fritz Heller (VF : Fernand Rauzena) : le portier de l'hôtel
- Rudolf Carl (VF : Maurice Nasil) : Anton, le nouveau maître d'hôtel
- Fritz Lafontaine (VF : René Fleur) : le guide touristique